# Liste der Monuments historiques in Rohr
Die Liste der Monuments historiques in Rohr führt die Monuments historiques in der französischen Gemeinde Rohr auf.

## Liste der Objekte
| Bezeichnung | Beschreibung          | Standort                         | Kennzeichnung | Schutzstatus | Datum | Bild |
| ----------- | --------------------- | -------------------------------- | ------------- | ------------ | ----- | ---- |
| Glocke      | Bronze, 1804 gegossen | in der Kirche St-Arbogast (Lage) | PM67001732    | Inscrit      | 1995  |      |
| Glocke      | Bronze, 1699 gegossen | in der Kirche St-Arbogast (Lage) | PM67001733    | Inscrit      | 1995  |      |